# Colmenar del Arroyo
Colmenar del Arroyo là một đô thị trong Cộng đồng Madrid, Tây Ban Nha. Đô thị này có diện tích 50,57 km², dân số theo điều tra năm 2010 của Viện thống kê quốc gia Tây Ban Nha là 1446 người. Đô thị này nằm ở khu vực có độ cao mét trên mực nước biển.

## Biến động dân số
| 1991 | 1996 | 2001 | 2004 | 2008 |
| ---- | ---- | ---- | ---- | ---- |
| 1412 | 1284 | 1568 | 1238 | 1348 |